# Krzekna
Krzekna (1255 r. Crekna, niem. Kreck Graben) – struga o długości 21 km w zachodniej części Pobrzeża Szczecińskiego, na styku Wzgórz Bukowych, Równiny Wełtyńskiej i Równiny Pyrzyckiej, w powiecie gryfińskim i pyrzyckim. 
Przyjmuje się, że ta rzeka nizinna zaczyna swój bieg na podmokłych łąkach na wschód od wsi Chlebowo. Następnie płynie na wschód przez jezioro Zgniły Grzyb. W okolicach Żelisławca przyjmuje Kanał Glinna. Na południe od wsi Glinna przyjmuje dwa największe dopływy – Dobropolski Potok i Słoneczny Potok spływające z południowej części Puszczy Bukowej. Dalej w szerokiej dolinie przepływa przez Jezioro Czarnowskie i stawy rybne. W dolnym biegu tworzy rozlewiska i liczne odnogi. Wpada do jeziora Będogoszcz. 
W wyniku oceny stanu wód Krzekny z 2010 wykonanej w punkcie ujścia do jeziora Będogoszcz określono II klasę elementów biologicznych, na podstawie makrofitowego indeksu rzecznego, elementy fizykochemiczne poniżej potencjału dobrego ze względu na przekraczanie ówczesnych norm dla ogólnego węgla organicznego oraz umiarkowany potencjał ekologiczny. W 2016 roku ocenę elementów biologicznych i całego potencjału ekologicznego obniżono do klasy czwartej (słaby potencjał ekologiczny) ze względu na klasyfikację wskaźnika MMI. Wówczas normy dobrego stanu ekologicznego przekraczała twardość wody i jej przewodność elektrolityczna.